# Richarius

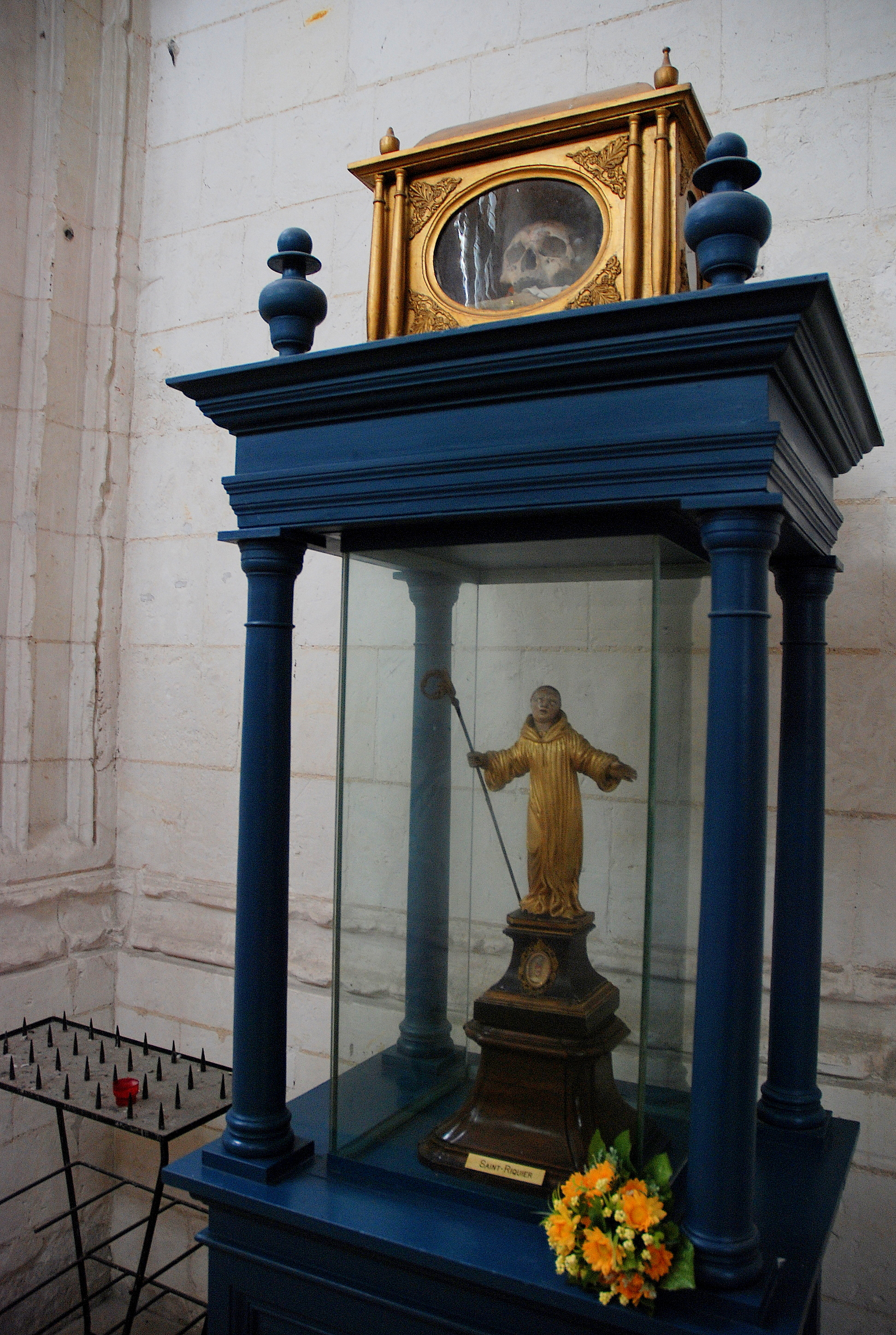
Relikwie en beeld van Richarius in de abdijkerk van Saint-Riquier

De heilige Richarius, Rikier of Rijker (Latijn: Ricarius) (Centula, thans Saint-Riquier, 6e eeuw - Crécy, 647) was een Frankische priester en oprichter van de Abdij van Saint-Riquier. Hij werd vereerd als een heilige en is tegenwoordig beter bekend als Saint Riquier.
Richarius werd geboren als een heiden in het midden van de 6e eeuw in de gouw Ponthieu (Pontegouw), bij Amiens, van het Frankische Rijk. Hij was een Frankische edelman en een lokale grootgrondbezitter en werd bekeerd tot het christendom door Sint-Cadoc en Fricor, twee missionarissen uit Wales, die in Ierland waren opgeleid, en in Picardië in de 6e eeuw het evangelie predikten en velen bekeerden tot het christendom. (NB: Sint-Cadoc stierf in 580, dus Richarius moet zijn geboren rond 560.)

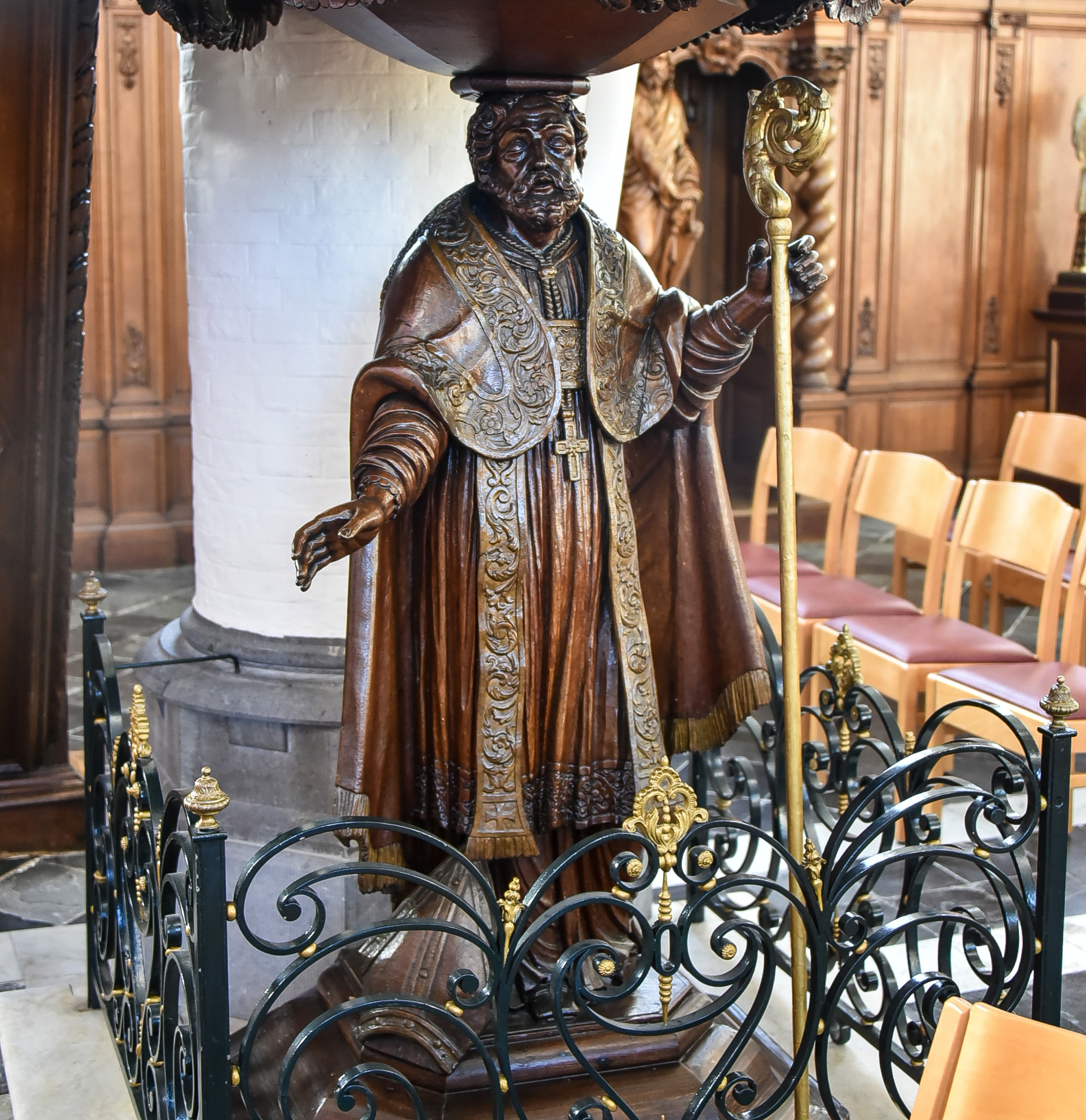
Heilige Richarius als deel van de preekstoel in de Sint-Rikierskerk te Bredene

Na zijn bekering werd hij zelf een evangelist die zich bezighield met de prediking van het evangelie en de genezing van zieken. Hij reisde per ezel in plaats van te paard en las de Psalter terwijl hij reed.
In het jaar 625 stichtte Richarius een klooster in Ponthieu dat Centule (in het Latijn Centula) werd genoemd. Deze abdij volgde de kloosterregels van Sint-Columbanus van Luxeuil (Benedictijnen).
Rond dit klooster ontwikkelde zich een stad die ook Centula werd genoemd. In de middeleeuwen werd het stadje omgedoopt tot Saint-Riquier. Tegenwoordig heeft het ongeveer 1200 inwoners en de inwoners verwijzen echter nog steeds naar zichzelf als Centulois en naar het stadje als Centule.
Op een dag kwam de Frankische koning Dagobert I bij het klooster op bezoek en Richarius gaf de koning advies. Hij was eerlijk en duidelijk in zijn toespraak tot de koning en sprak zonder angst of vleierij. De koning werd daarna een weldoener van het klooster.
Anderen gavan ook royaal aan Richarius' klooster, en hij was in staat om met dit geld de melaatsen en de armen te helpen en om het losgeld te betalen voor de door Engeland gevangengenomen mensen en hen hiermee vrij te kopen.
Toen Richarius op gevorderde leeftijd was maakte hij een schuilplaats in het Bos van Crécy op ongeveer vijftien mijl van zijn klooster vandaan. Hij woonde er als een kluizenaar met zijn leerling Sigobart. Op een dag (waarschijnlijk 26 april 643) nam hij afscheid van zijn leerling en stierf.
Zijn lichaam werd eerst te rusten gelegd in een kist gemaakt van een eiken boomstam en vervolgens overgebracht naar de Abdij van Centula. Keizer Karel de Grote bouwde 150 jaar later een gouden schrijn voor de relikwieën en heeft de Centula-Evangeliarium laten maken voor het heiligdom en dit geschonken aan de toenmalige lekenabt Angilbert van de Abdij van Sint-Requier. Dit Centula-Evangeliarium wordt tegenwoordig bewaard in Abbeville en is een van de acht evangeliaria van de zogenoemde Ada-groep. Lekenabt Angilbert was overigens de minnaar van Bertrada; een van de dochters van keizer Karel de Grote.
De feestdag van Sint-Richarius in de Rooms-Katholieke Kerk is op 26 april.

## Trivia
- De Sint-Rikierskerk in Bredene is naar hem vernoemd
- Er is een andere stad in Frankrijk die naar hem is genoemd is: Saint-Riquier-en-Rivière in Normandië
- De kerk in Aberford in Yorkshire in Engeland staat bekend als de Saint Ricarius Parochie
- De bloem Erysimum Barbarea (gele raket) is aan hem gewijd
- In België is het dorp Sint-Rijkers (deelgemeente van Alveringem) naar hem vernoemd